# Only One (canção)
"Only One" é uma canção gravada pela cantora sul-coreana BoA para seu sétimo álbum de estúdio coreano homônimo de 2012. Escrita e composta pela própria BoA com arranjo adicional de Kim Yong-shin e Kim Tae-seong, a faixa pop e R&B foi lançada como o segundo single de Only One em 22 de julho de 2012, através da SM Entertainment, a fim de coincidir com o lançamento do álbum parental. Mais tarde, foi regravada em língua japonesa e lançada em 27 de fevereiro de 2013, através da Avex Trax, como seu 32º single japonês, antes de ser incluído em Who's Back? (2014), seu primeiro lançamento japonês em formato de álbum completo em mais de quatro anos.

## Lançamento e promoção
Em 22 de julho de 2012, BoA lançou "Only One" como a faixa-título de seu sétimo álbum de estúdio coreano de mesmo nome. Em 7 de agosto de 2012, ela declarou em uma reunião de fãs que lançaria a versão japonesa de "Only One" no inverno de 2012-2013. Ela também anunciou que traduziria as letras da canção do coreano para o japonês, já que ela mesma havia escrito o original e compôs a faixa. A confirmação oficial ocorreu em 10 de dezembro de 2012, através da Avex, que anunciou que BoA lançaria um novo single japonês. Um mês depois, as capas das versões físicas em CD e CD+DVD foram reveladas oficialmente.
Como parte da promoção do single japonês, o website Only One Cocktail foi lançado em novembro de 2012, apresentando um código QR que levava a uma versão instrumental de "Only One". Cinco cafeterias em Tóquio passaram a vender cappuccino e coquetéis cobertos com o código QR comestível. Foi divulgado ainda que a partir de fevereiro de 2013, o público poderia ouvir "Only One" digitalizando o código QR que se localizava na superfície de suas bebidas, levando a versão completa em japonês da faixa com seus smartphones. O website também hospedou previsões astrológicas e um concurso.

## Composição
"Only One" possui letras e composição de BoA, ela explicou o significado de suas letras, durante mensagem disponibilizada no website Only One Cocktail dizendo: "[...] Esta música é uma canção sobre separação, como se você estivesse visualizando cenas de separação com mais detalhes à medida que a letra progride. Acho que as pessoas que experimentaram esta separação apenas uma vez antes, certamente serão capazes de simpatizar com o conteúdo da letra e a canção é realmente fácil de lembrar, todos, por favor, ouçam repetidamente".

## Vídeo musical
"Only One" recebeu dois vídeos musicais diferentes em seu lançamento coreano, o primeiro foi lançado em 22 de julho de 2012, e possui BoA apresentando a coreografia da faixa com a participação de dançarinos, enquanto sua segunda versão, foi lançada três dias depois e contém cenas de BoA em um café com seu interesse amoroso, interpretado pelo ator Yoo Ah-in.
Em 27 de fevereiro de 2013, foi lançado o vídeo musical da versão japonesa de "Only One", dirigido por Toshiyuki Suzuki, sua produção apresenta cenas de BoA dançando em um teatro. 

## Desempenho nas paradas musicais
"Only One" estreou em seu pico de número dois na Coreia do Sul pela Gaon Digital Chart, referente a semana de 22 a 26 de julho de 2012. Em suas respectivas tabelas componentes, a canção estreou no topo da Gaon Download Chart com 536,545 downloads digitais pagos e em número cinco pela Gaon Streaming Chart com 2,561,150 transmissões. Mais tarde, "Only One" se estabeleceu em número vinte pela parada mensal de julho de 2012 da Gaon Digital Chart e em número 33 pela sua respectiva parada anual, obtendo vendas digitais na Coreia do Sul de 2,057,478 cópias no ano de 2012.
Após o seu lançamento no Japão, "Only One" estreou em seu pico de número dez pela Oricon Singles Chart e permaneceu na parada por quatro semanas. Pela Billboard Japan, "Only One" estreou em número 47 na Japan Hot 100, na semana referente a 20 de fevereiro de 2013, mais tarde, atingiu seu pico de número oito na semana de 6 de março de 2013.
| Parada musical (2012-2013)         | Melhor posição |
| ---------------------------------- | -------------- |
| Coreia do Sul (Gaon Digital Chart) | 2              |
| Japão (Oricon Singles Chart)       | 10             |
| Japão (Billboard Japan Hot 100)    | 8              |

| Parada musical (2012)              | Posição |
| ---------------------------------- | ------- |
| Coreia do Sul (Gaon Digital Chart) | 33      |

## Reconhecimento
| Ano  | Prêmio                  | Categoria                        | Resultado | Ref.   |
| ---- | ----------------------- | -------------------------------- | --------- | ------ |
| 2012 | Mnet Asian Music Awards | Melhor Artista Feminina          | Indicado  | [ 16 ] |
| 2012 | Mnet Asian Music Awards | Melhor Performance de Dança-Solo | Indicado  | [ 16 ] |
| 2012 | Mnet Asian Music Awards | Canção do Ano                    | Indicado  | [ 16 ] |
| 2012 | Mnet Asian Music Awards | Artista do Ano                   | Indicado  | [ 16 ] |

| Programa      | Emissora | Data                 | Ref.   |
| ------------- | -------- | -------------------- | ------ |
| Show Champion | MBC      | 14 de agosto de 2012 | [ 17 ] |

## Histórico de lançamento
| Região        | Data                    | Formato                           | Gravadora          | Ref.   |
| ------------- | ----------------------- | --------------------------------- | ------------------ | ------ |
| Coreia do Sul | 22 de julho de 2012     | CD, download digital              | SM KT Music        | [ 5 ]  |
| Japão         | 27 de fevereiro de 2013 | CD single CD+DVD download digital | Avex Trax          | [ 1 ]  |
| Mundo         | 27 de fevereiro de 2013 | download digital                  | Avex Entertainment | [ 18 ] |